# Braud-et-Saint-Louis
Braud-et-Saint-Louis är en kommun i departementet Gironde i regionen Nouvelle-Aquitaine i sydvästra Frankrike. Kommunen ligger i kantonen Saint-Ciers-sur-Gironde som tillhör arrondissementet Blaye. År 2022 hade Braud-et-Saint-Louis 1 524 invånare.

## Befolkningsutveckling
Antalet invånare i kommunen Braud-et-Saint-Louis
Referens:INSEE